# Isla Fogo (Canadá)
La Isla Fogo (en inglés: Fogo Island) es una isla habitada situada en la costa noreste de Terranova, al norte de Canadá. Ubicada muy cerca de la Isla Change, dispone de una superficie total de 254 km² repartida entre veinticinco kilómetros de largo y catorce en su punto de máximo ancho.
Aunque los pescadores franceses de aguas profundas conocían las costas de Fogo desde 1500, el primer asentamiento permanente no se estableció hasta bien entrado el siglo XVIII con la fundación de Fogo Harbour. Los descendientes de los primeros colonos todavía conservan trazas del inglés isabelino y de algunos otros antiguos dialectos irlandeses siendo posible escucharlos aún hoy gracias a la labor de conservación realizada por las autoridades estatales.

## Historia
Esta isla es uno de los lugares con el nombre más antiguo en la costa de Terranova. Uno de los primeros mapas de la zona datado en 1606 muestra tan solo una docena de características importantes del relieve del litoral y una de ellas es Bertius Fogo Island; además, en los mapas franceses de la época este territorio es conocido como Isla de los Fouges (en francés: Îlle des Fouges).
Probablemente fue bautizada por los exploradores portugueses y algunos equipos de pesca durante el siglo XVI, ya que fogo en portugués significa fuego. Hasta el año 1783 la isla era parte de la conocida como costa francesa pero debido a los términos del Tratado de Utrecht, británicos e irlandeses se asentaron comenzando a desarrollar la industria a través del sistema mercantil británico de pesca, con sede en Dorset. Durante los comienzos de la colonización, la población nativa se opuso radicalmente a la presencia de los europeos provocando conatos de violencia rápidamente sofocados durante el siglo XIX con la extinción de la tribu aborigen Beothuk.
Isla de Fogo atrajo rápidamente a los exploradores europeos a causa de las diversas oportunidades comerciales que les brindaba gracias a la abundancia de productos básicos, como las pieles y el aceite de foca, madera, salmón o el bacalao. Con el tiempo, la industria de la isla se concentró casi por completo en el procesamiento de bacalao seco, principalmente porque era el producto más demandado por los comerciantes que frecuentaban esa zona de América del Norte. Pero a partir de 1990, con el agotamiento generalizado de las poblaciones de peces la economía de la isla se vio forzada a diversificarse, incluyendo entre otras áreas el turismo y las industrias culturales.

## Clima
| Parámetros climáticos promedio de Isla Fogo (1981-2010) | Parámetros climáticos promedio de Isla Fogo (1981-2010) | Parámetros climáticos promedio de Isla Fogo (1981-2010) | Parámetros climáticos promedio de Isla Fogo (1981-2010) | Parámetros climáticos promedio de Isla Fogo (1981-2010) | Parámetros climáticos promedio de Isla Fogo (1981-2010) | Parámetros climáticos promedio de Isla Fogo (1981-2010) | Parámetros climáticos promedio de Isla Fogo (1981-2010) | Parámetros climáticos promedio de Isla Fogo (1981-2010) | Parámetros climáticos promedio de Isla Fogo (1981-2010) | Parámetros climáticos promedio de Isla Fogo (1981-2010) | Parámetros climáticos promedio de Isla Fogo (1981-2010) | Parámetros climáticos promedio de Isla Fogo (1981-2010) | Parámetros climáticos promedio de Isla Fogo (1981-2010) |
| Mes                                                     | Ene.                                                    | Feb.                                                    | Mar.                                                    | Abr.                                                    | May.                                                    | Jun.                                                    | Jul.                                                    | Ago.                                                    | Sep.                                                    | Oct.                                                    | Nov.                                                    | Dic.                                                    | Anual                                                   |
| ------------------------------------------------------- | ------------------------------------------------------- | ------------------------------------------------------- | ------------------------------------------------------- | ------------------------------------------------------- | ------------------------------------------------------- | ------------------------------------------------------- | ------------------------------------------------------- | ------------------------------------------------------- | ------------------------------------------------------- | ------------------------------------------------------- | ------------------------------------------------------- | ------------------------------------------------------- | ------------------------------------------------------- |
| Temp. máx. abs. (°C)                                    | 15.5                                                    | 12.5                                                    | 18.0                                                    | 24.0                                                    | 27.0                                                    | 29.5                                                    | 31.5                                                    | 30.6                                                    | 28.0                                                    | 25.0                                                    | 18.3                                                    | 15.6                                                    | 31.5                                                    |
| Temp. máx. media (°C)                                   | -3.0                                                    | -3.3                                                    | -0.2                                                    | 3.6                                                     | 9.2                                                     | 14.3                                                    | 18.9                                                    | 19.5                                                    | 15.3                                                    | 9.5                                                     | 4.4                                                     | 0.6                                                     | 7.4                                                     |
| Temp. media (°C)                                        | -5.9                                                    | -6.9                                                    | -3.5                                                    | 0.8                                                     | 5.4                                                     | 9.9                                                     | 14.6                                                    | 15.8                                                    | 12.1                                                    | 7.1                                                     | 2.2                                                     | -1.8                                                    | 4.2                                                     |
| Temp. mín. media (°C)                                   | -8.8                                                    | -10.3                                                   | -6.7                                                    | -2.0                                                    | 1.6                                                     | 5.5                                                     | 10.3                                                    | 12.1                                                    | 8.9                                                     | 4.6                                                     | -0.1                                                    | -4.2                                                    | 0.9                                                     |
| Temp. mín. abs. (°C)                                    | -24.0                                                   | -30.6                                                   | -26.5                                                   | -16.5                                                   | -12.2                                                   | -6.7                                                    | -1.7                                                    | 0.0                                                     | 0.0                                                     | -7.0                                                    | -13.3                                                   | -22.8                                                   | -30.6                                                   |
| Precipitación total (mm)                                | 104.5                                                   | 104.2                                                   | 99.9                                                    | 86.4                                                    | 78.7                                                    | 82.3                                                    | 91.0                                                    | 102.4                                                   | 111.8                                                   | 116.9                                                   | 101.5                                                   | 107.3                                                   | 1187.0                                                  |
| Lluvias (mm)                                            | 17.4                                                    | 21.9                                                    | 33.4                                                    | 55.0                                                    | 74.9                                                    | 80.6                                                    | 91.0                                                    | 102.4                                                   | 111.8                                                   | 114.2                                                   | 85.5                                                    | 48.9                                                    | 837.1                                                   |
| Nevadas (cm)                                            | 87.1                                                    | 82.4                                                    | 66.5                                                    | 31.4                                                    | 3.7                                                     | 1.7                                                     | 0.0                                                     | 0.0                                                     | 0.0                                                     | 2.7                                                     | 16.0                                                    | 58.4                                                    | 349.9                                                   |
| Días de precipitaciones (≥ 0.2 mm)                      | 17.2                                                    | 15.9                                                    | 15.8                                                    | 15.4                                                    | 15.7                                                    | 15.3                                                    | 16.5                                                    | 13.5                                                    | 14.4                                                    | 18.6                                                    | 15.8                                                    | 17.3                                                    | 191.3                                                   |
| Días de lluvias (≥ 0.2 mm)                              | 3.6                                                     | 4.5                                                     | 6.6                                                     | 10.2                                                    | 15.4                                                    | 15.2                                                    | 16.5                                                    | 13.5                                                    | 14.4                                                    | 18.4                                                    | 13.9                                                    | 9.2                                                     | 141.3                                                   |
| Días de nevadas (≥ 0.2 cm)                              | 15.3                                                    | 12.8                                                    | 11.3                                                    | 6.9                                                     | 0.93                                                    | 0.15                                                    | 0.0                                                     | 0.0                                                     | 0.0                                                     | 0.50                                                    | 3.3                                                     | 9.9                                                     | 61.1                                                    |
| Fuente: Environment Canada                              |                                                         |                                                         |                                                         |                                                         |                                                         |                                                         |                                                         |                                                         |                                                         |                                                         |                                                         |                                                         |                                                         |

## Toponimia
Hay diversas teorías de como se originó el topónimo de esta isla, pero entre todas destacan especialmente dos por ser las más aceptadas actualmente. La primera hipótesis sugiere que proviene de la notable cantidad de incendios forestales naturales que se originan en los densos bosques de la parte norte de la isla, ya que los navegantes europeos a menudo podían ver desde sus embarcaciones estos incendios y en consecuencia haber bautizado la tierra de los nativos Beothuk cuando acudían en la búsqueda de materias primas. Otra de las teorías concreta que la isla pudo haber sido nombrada por el volcán caboverdiano de Fogo, ya que a la mayoría de los accidentes geográficos de Terranova les fueron designados nombres en español, portugués y francés antes de que los anglófonos se hicieran con su control.